# 1923-as nagy kantói földrengés
Az 1923-as nagy kantói földrengés (más néven tokiói földrengés, japánul 関東大震災 Kantó daisinszai) Japán történelmének legtöbb halálos áldozatot követelő földrengése volt, mely szinte teljesen elpusztította Tokiót és a közeli kikötővárost, Jokohamát is. A földrengést követően hatalmas tűzvész keletkezett a nagyvárosokban, illetve 6-12 méter magas hullámokkal szökőár (cunami) csapott le a partvidéki területekre. A katasztrófa 1923. szeptember 1-jén helyi idő szerint déli 11 óra 58 perckor következett be, a rengés a hivatalos adatok szerint 4 percig tartott, de a különböző beszámolók 4 és 10 perc közötti intervallumról szólnak.
A földrengés epicentruma Tokiótól délre, a Szagami-öbölben, Osima-sziget közelében volt, Richter-skála szerinti erőssége körülbelül 8,2-es lehetett. A halálos áldozatok számát a különböző források 105 és 145 ezer között becsülik, a földrengést követő tűzvészben Jokohamában a lakások 90%-a megsérült vagy megsemmisült, Tokióban az épületek 40%-a leégett.

## Geológiai háttér és adatok

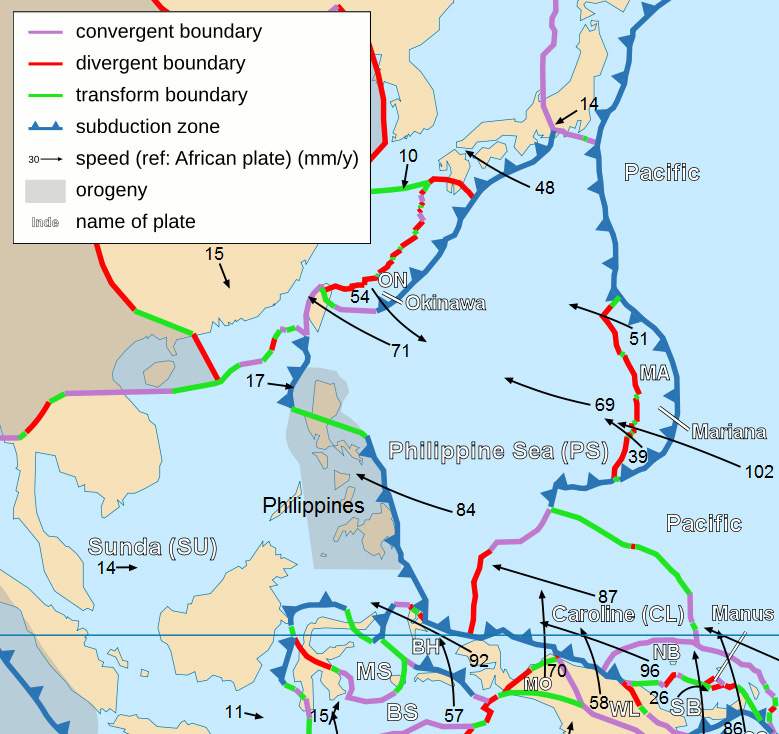
Lemezmozgások a fülöp-szigeteki tektonikai lemez környezetében

A japán szigetvilág négy tektonikai lemez találkozási zónájában alakult ki, a Kantó régió a nagyobb sűrűségű fülöp-szigeteki óceáni lemez, valamint a kontinentális lemez szubdukciós zónájában helyezkedik el. Itt az óceáni lemez évente akár 10 centimétert is haladva bukik a kontinens pereme alá, heves földrengéseket és vulkanikus tevékenységet okozva. Az 1923-as földrengés során az óceáni lemez vízszintes irányú elmozdulása a becslések szerint mintegy három és fél méter lehetett. A kormány és a haditengerészet korabeli vizsgálatai alapján valójában két földrengés történt a Szagami-öbölben. A földrengés erőssége a Richter-skála szerint körülbelül 8,2-es lehetett.

## Áldozatok és károk
1923-ban a háztartásokban többnyire még hagyományos tűzhelyeket használtak, a katasztrófa pedig az ebédhez való készülődés idején történt, aminek következtében a városok lakónegyedeiben több helyen tűz ütött ki, akárcsak egyes ipari területeken, laboratóriumokban és más hasonló létesítményekben. Az erős szél következtében a tűz gyorsan terjedt, és napokig tartott a lángok megfékezése.
Az épületek elsődleges – azaz kifejezetten a földmozgás hatására bekövetkező – károsodása elsősorban Tokió folyami hordalékra épült városrészeiben következett be. A vízzáró agyagrétegek közé beékelődött homokos talaj sok helyen folyóssá vált, aminek következtében az épületek megsüllyedtek, összedőltek. Jelentős károkat okoztak még a földcsuszamlások, illetve a part menti területeken a szökőár (cunami), ami helyenként 6-12 méter magas hullámokkal csapott le.
A halálos áldozatok pontos számára vonatkozóan nincsenek megbízható adatok, a különböző források 105 és 145 ezer fő közötti becsült adatokat említenek, ami az érintett területek lakosságának mintegy 2,5-3 százaléka. Az anyagi kár egyes becslések szerint elérhette akár a 10 milliárd jent is (mintegy 5 milliárd dollár), míg a hivatalos adat szerint több mint 5 milliárd jen volt.

## Etnikai vérengzés és politikai tisztogatás

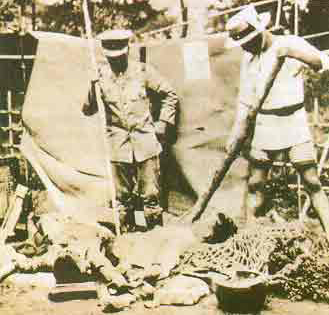
Koreaiakat végeznek ki a földrengés után

A földrengést követően szinte azonnal terjedni kezdett a pletyka, hogy a szigetországban élő külföldiek, elsősorban a koreaiak (Korea 1910-től japán megszállás alatt állt), a kaotikus állapotokat kihasználva a hatalom átvételére készülnek, szándékos gyújtogatással, fosztogatással, illetve a kutak megmérgezésével súlyosbítják a helyzetet. Szeptember 5-én ugyan a miniszterelnök kiadott egy közleményt, mely szerint ezek a híresztelések minden alapot nélkülöznek, szeptember 8-án pedig Tokióban elrendelték a statáriumot, valamint a hatóságok menedékhelyet nyújtottak több ezer koreainak, a tömeges leszámolásokat ezzel azonban már nem tudták megakadályozni.
A nagyvárosokban a helyi közösségek védelme érdekében polgárőr csoportok kezdtek járőrözni, miután a rendőrség vezetője a katasztrófa másnapján felszólította a prefektúrák kormányzóit, hogy „tegyenek határozott intézkedéseket a koreaiak tevékenységére való tekintettel”. A felállított ellenőrzőpontokon a koreai, vagy koreainak vélt személyeket letartóztatták, sok esetben azonnal meggyilkolták. A rendőrség hivatalos adatai szerint az ilyen esetek 231 áldozatot követeltek, de a legtöbb történész szerint a katasztrófát követő első napokban 6-8000 hasonló gyilkosság történhetett.
Egyes karhatalmi csoportok politikai leszámolásra is kihasználták a rendkívüli helyzetet. Katonai rendészek által elkövetett gyilkosság áldozata lett az ország talán legismertebb anarchista aktivistája, Ószugi Szakae, valamint élet- és munkatársa, Itó Noe, de a gyilkosok végeztek Ószugi hatéves unokaöccsével is. Számos szakszervezeti vezető bebörtönzését követő meggyilkolására is fény derült a későbbiekben.
Az erőszakos cselekmények elkövetői közül néhány száz főt a rendőrség ugyan letartóztatott, de csak nagyon kevesekre szabtak ki végül valamilyen komolyabb büntetést.

## Gazdasági és társadalmi hatások
Mivel a térségben a gazdasági épületek sokasága megsemmisült, az export mennyisége erősen visszaesett, az újjáépítés miatt szükséges építőanyagok behozatala miatt az import megugrott. Mindez negatív hatással volt az ország költségvetésére, és lehetetlenné tette az első világháború következtében szétzilálódott aranystandard pénzügyi rendszerhez való visszatérést. A Bank of Japan a pánik elkerülésére a térségben korábban kiadott kereskedelmi hitelek visszafizetési kötelezettségének jelentős részét elengedte mintegy 430 millió jen értékben.
A földrengés hatására felerősödött Japán „nyugatizálódási” trendje. Tokióban a vállalatok kiköltöztették irodáikat a régi belvárosi üzleti negyedből, Nihonbasiból Marunoucsiba. A menedzserek és a munkások a várostól déli és nyugati irányban lévő elővárosokba költöztek, sokan az újjáépítést követően sem költöztek vissza. A magán vasúttársaságok azzal gyorsították fel a kiköltözési folyamatot, hogy vonalaikat meghosszabbították az elővárosokig, és kulturális épületeket emeltek az elővárosokban, hogy vonzóbbá tegyék a helyet az ott lakók számára. Ugyancsak a vasúttársaságok építettek bevásárlóközpontokat a vasútállomások közelében. Különösen a Ginza negyedben lévő előkelő üzletek addig csak importált, drága cikkeket árusítottak, de a földrengés miatt a vásárlók az olcsóbb, egyszerűbb termékeket keresték, így ezek az üzletek azokat is árusítani kezdték. Ugyancsak ekkor engedték meg, hogy a vásárlók magukon hagyják a cipőjüket. Nyugati stílusú, asztalokkal és székekkel ellátott éttermek nyíltak, ahol a vendégek a kabátjukat is magukon hagyhatták. Ebben az időszakban vált elfogadottá, hogy a középosztálybeli asszonyok nyilvános helyen is étkezhessenek. Sokuknak ekkor már kereső foglalkozása volt a nők számára is megnyitott szakmákban, legtöbbjüknek azonban továbbra sem volt elegendő pénze a drága árucikkek megvásárlására, de kedvelt elfoglaltsággá vált a kirakatok nézegetése.